# لياندرو دوس سانتوس دي جيسوس
لياندرو دوس سانتوس دي جيسوس (بالبرتغالية: Leandro dos Santos de Jesus‏) هو لاعب كرة قدم برازيلي، ولد في 26 فبراير 1985 في سالفادور في البرازيل. لعب مع بوتافوغو ريغاتاس وسانتو أندريه وغريميو بورتو أليغرينزي ونادي أكاديميكا كويمبرا ونادي أيه بي سي ونادي الكويت ونادي بالميراس ونادي بيرا مار ونادي كوريتيبا.

## وصلات خارجية
- لياندرو دوس سانتوس دي جيسوس على موقع قاعدة بيانات كرة القدم.إي يو (الإنجليزية)
- لياندرو دوس سانتوس دي جيسوس على موقع Soccerway.com (الإنجليزية)
- لياندرو دوس سانتوس دي جيسوس على موقع AS.com (الإسبانية)